# دن (فرعون)
دِن نام حوروسی یکی از فرعون‌های دوره آغازین دودمانی مصر باستان بود که در دودمان یکم فرمانروایی می‌کرد. از میان همه فرعون‌های دودمان یکم، بیشترین اطلاعات باستان‌شناسی دربارهٔ دِن دانسته شده‌است. گمان بر این می‌رود که دن به فرمانروایی خود ثروت و نعمت فراوان آورد و شماری از ابداعات به دوره او نسبت داده می‌شوند. او نخستین فرعونی است که از عنوان «فرعون مصر علیا و سفلا» بهره گرفت و خود را در حال بر سر گذاشتن دو تاج سرخ و سفید به تصویر کشید. کف زمین آرامگاه او در ام‌القعاب از سنگ گرانیتی به رنگ سرخ و سیاه است؛ این نخستین بار در تاریخ مصر است که از این سنگ برای ساختمان‌سازی بهره گرفته می‌شد. در دوران فرمانرواییش، او بنیان بسیاری از الگوها و آیین‌های نمادین پادشاهی و درباری را گذاشت و دیگر فرعون‌های پس از دِن از او با بزرگی و احترام یاد می‌کردند.

## دوران فرمانروایی

### طول
تاریخ‌دان مصری مانثون از دِن با نام "Oúsaphaîdos" یاد می‌کند و طول دوران فرمانروایی او را ۲۰ سال ذکر می‌کند. به دلیل آنکه فهرست پادشاهان تورین آسیب دیده است، اطلاعاتی از دوران پادشاهی این فرعون در آن دیده نمی‌شود. مصرشناسان و تاریخ‌دانان اغلب دوران فرمانروایی او را ۴۲ سال در نظر می‌گیرند. دیدگاه آن‌ها از روی نوشته‌های تاریخی بر روی سنگ پالرمو شکل گرفته‌است.

## آرامگاه
دن در آرامگاهی (آرامگاه T) در ام‌القعاب به خاک سپرده شد؛ جایی که بیشتر فرعون‌های دودمان نخست به خاک سپرده شده‌اند. این آرامگاه یکی از بزرگترین و خوش‌ساخته شده‌ترین آرامگاه‌های آن منطقه است و نخستین آرامگاهی به شمار می‌رود که پلکان و کف گرانیتی دارد.
در کنار این آرامگاه گور ۱۳۶ زن و مرد که در زمانی برابر با خاکسپاری شاه دفن شده بودند، دیده می‌شود. گمان بر این می‌رود که این کسان خدمتکاران فرعون بوده‌اند که با او به خاک سپرده شده‌اند. پژوهش‌ها نشان می‌دهند که این خدمتکاران خفه شده‌اند و این نشان از اجرای قربانی کردن انسان در آن دوره دارد. این کار پس از این دوره به فراموشی سپرده می‌شود و در دوره‌های بعدی انسان‌های زنده به خاک سپرده شده جای خود را به پیکره‌های اوشابتی می‌دهند.